# Nieznajomy z Mojave
Nieznajomy z Mojave (tytuł oryg. Mojave) – amerykański dreszczowiec w reżyserii Williama Monahana, którego premiera odbyła się 18 kwietnia 2015 roku.
Zdjęcia do filmu były realizowane w Los Angeles.
Średnia filmu w agregatorze Rotten Tomatoes wyniosła 32% z 62 recenzji ze średnią oceną 4,7 na 10. Średnia ocen w agregatorze Metacritic wyniosła 41 na 100 z 23 recenzji.

## Obsada
Źródło: Filmweb

- Garrett Hedlund – Thomas
- Oscar Isaac – Jack
- Mark Wahlberg – Norman
- Louise Bourgoin – Milly
- Walton Goggins – Jim
- Fran Kranz – Bob
- Hayley Magnus – Mary
- Ashwin Gore – Tarquin